# Megavideo
Megavideo fue un sitio web para compartir vídeos con sede en Hong Kong, creado el 10 de agosto de 2007 y administrado por los creadores de Megaupload. Fue inhabilitado el 19 de enero de 2012 por el Departamento de Justicia de los Estados Unidos durante una investigación por una presunta infracción de derechos de autor. Según Alexa Internet, era uno de los 50 sitios en línea más visitados en el mundo. Este sitio fue creado con la intención de sustituir a YouTube como el líder en almacenamiento y reproducción de videos en la red. 
A diferencia de YouTube, MegaVideo tenía poca moderación de los vídeos que «subían» sus participantes, lo que le permitía mantener el material protegido por derechos de autor en línea a lo largo de periodos más largos, una de las razones por las que atraía una gran cantidad de visitas desde el corto tiempo que tuvo de vida. También proporcionaba la posibilidad de obtener una suscripción de pago (premium) para eliminar la restricción de los 72 minutos continuos que permitía como máximo a los usuarios casuales o registrados con cuentas gratuitas. 
Megavideo también sobrevivía gracias a sus fuertes vínculos con la publicidad, que ayudaban a pagar por el ancho de banda y hosting de su contenido. En él se encontraban de todo tipo de vídeos, desde musicales hasta para adultos.